# Улица Ямчитского (Одесса)
Улица Ямчитского — короткая (275 м) улица в исторической части Одессы, от Итальянского бульвара до Штабного переулка.

## История

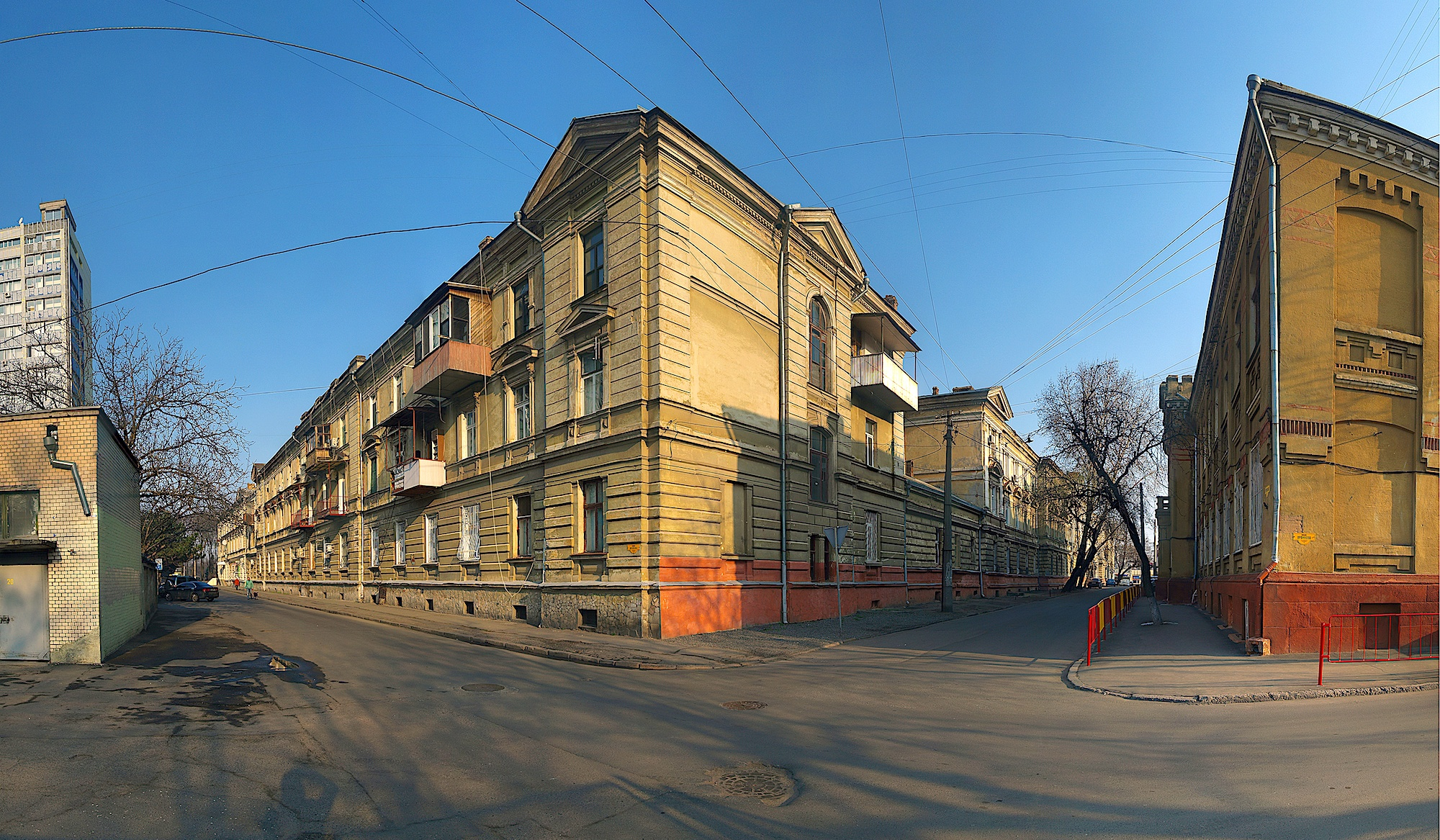
комплекс Павловских домов

В советское время, с 1937 по 1995 год, улица носила имя видного российского революционера Карпинского (1880—1965). В 1995 году была названа в честь известного одесского благотворителя Павла Захаровича Ямчитского (около 1800—1882). На его деньги в конце XIX века на улице построен жилой комплекс Павловских домов дешёвых квартир.

## Достопримечательности
д. 7 — средняя общеобразовательная школа № 57, в этой школе в 1930-х годах учился Герой Советского Союза А. М. Орликов (мемориальная доска).